# Droga ekspresowa S2
Die Droga ekspresowa S2 (pol. für ,Schnellstraße S2‘) ist fertiggestellte Schnellstraße in Polen. Sie wird auch als Südumfahrung von Warschau (Południowa Obwodnica Warszawy) bezeichnet. Sie wird in Zukunft die Autobahn A2 zwischen den Autobahnknoten Konotopa und Warszawa Lubelska verbinden. Die Schnellstraße S2 ist ein Teil der Europastraße 30 und wurde Ende 2021 vollständig eröffnet.

## Planungsgeschichte
Bereits in den 1970er Jahren wurde eine Südumfahrung Warschaus geplant. Diese war jedoch als Autobahn geplant und sollte ein Teil der Autostrada A2 werden. Nach mehreren Protesten der betroffenen Bevölkerung Warschaus und Ursynóws beschloss die Regierung im Jahr 2004 die Südumfahrung Warschaus als Schnellstraße zu verwirklichen. Der Verlauf der geplanten Strecke wurde jedoch nicht verändert.
| \| Abschnitt[11][12] \| Länge \| Bauzeit \| Baukosten \| Verkehrsübergabe \| Ausbauzustand \| \| ------------------------------------------------------------ \| ------- \| --------- \| ------------------------------- \| ------------------ \| ---------------------------------------- \| \| Knoten Konotopa \| 01,3 km \| 2009–2012 \| siehe unten (a) \| 31. Juli 2013 \| zwei Fahrbahnen mit je zwei Fahrstreifen \| \| Knoten Konotopa – Knoten Warszawa Opacz \| 06,1 km \| 2010–2013 \| 2,16 Mrd. Złoty (540 Mio. Euro) \| 31. Juli 2013 \| zwei Fahrbahnen mit je drei Fahrstreifen \| \| Knoten Warszawa Opacz – Knoten Warszawa Południe \| 04,3 km \| 2010–2013 \| 2,16 Mrd. Złoty (540 Mio. Euro) \| 6. September 2013 \| zwei Fahrbahnen mit je drei Fahrstreifen \| \| Knoten Warszawa Południe – Knoten Warszawa Puławska \| 04,2 km \| 2009–2013 \| 1,88 Mrd. Złoty (470 Mio. Euro) \| 18. September 2013 \| zwei Fahrbahnen mit je drei Fahrstreifen \| \| Knoten Warszawa Puławska – Knoten Warszawa Wilanów \| 04,6 km \| 2015–2021 \| 1,22 Mrd. Złoty (306 Mio. Euro) \| 20. Dezember 2021 \| zwei Fahrbahnen mit je drei Fahrstreifen \| \| Knoten Warszawa Wilanów – Knoten Warszawa Wał Miedzeszyński \| 06,5 km \| 2015–2020 \| 758 Mio. Złoty (190 Mio. Euro) \| 22. Dezember 2020 \| zwei Fahrbahnen mit je drei Fahrstreifen \| \| Knoten Warszawa Wał Miedzeszyński – Knoten Warszawa Lubelska \| 07,5 km \| 2015–2020 \| 562 Mio. Złoty (141 Mio. Euro) \| 22. Dezember 2020 \| zwei Fahrbahnen mit je drei Fahrstreifen \| \| Knoten Warszawa Lubelska (S2/A2/S17) \| 01,8 km \| 2017–2020 \| siehe unten (b) \| 22. Dezember 2020 \| zwei Fahrbahnen mit je drei Fahrstreifen \| \| Summe \| 35,8 km \| \| \| \| \| |         |           |                                 |                    |                                          |
| Abschnitt | Länge   | Bauzeit   | Baukosten                       | Verkehrsübergabe   | Ausbauzustand                            |
| Knoten Konotopa | 01,3 km | 2009–2012 | siehe unten (a)                 | 31. Juli 2013      | zwei Fahrbahnen mit je zwei Fahrstreifen |
| Knoten Konotopa – Knoten Warszawa Opacz | 06,1 km | 2010–2013 | 2,16 Mrd. Złoty (540 Mio. Euro) | 31. Juli 2013      | zwei Fahrbahnen mit je drei Fahrstreifen |
| Knoten Warszawa Opacz – Knoten Warszawa Południe | 04,3 km | 2010–2013 | 2,16 Mrd. Złoty (540 Mio. Euro) | 6. September 2013  | zwei Fahrbahnen mit je drei Fahrstreifen |
| Knoten Warszawa Południe – Knoten Warszawa Puławska | 04,2 km | 2009–2013 | 1,88 Mrd. Złoty (470 Mio. Euro) | 18. September 2013 | zwei Fahrbahnen mit je drei Fahrstreifen |
| Knoten Warszawa Puławska – Knoten Warszawa Wilanów | 04,6 km | 2015–2021 | 1,22 Mrd. Złoty (306 Mio. Euro) | 20. Dezember 2021  | zwei Fahrbahnen mit je drei Fahrstreifen |
| Knoten Warszawa Wilanów – Knoten Warszawa Wał Miedzeszyński | 06,5 km | 2015–2020 | 758 Mio. Złoty (190 Mio. Euro)  | 22. Dezember 2020  | zwei Fahrbahnen mit je drei Fahrstreifen |
| Knoten Warszawa Wał Miedzeszyński – Knoten Warszawa Lubelska | 07,5 km | 2015–2020 | 562 Mio. Złoty (141 Mio. Euro)  | 22. Dezember 2020  | zwei Fahrbahnen mit je drei Fahrstreifen |
| Knoten Warszawa Lubelska (S2/A2/S17) | 01,8 km | 2017–2020 | siehe unten (b)                 | 22. Dezember 2020  | zwei Fahrbahnen mit je drei Fahrstreifen |
| Summe | 35,8 km |           |                                 |                    |                                          |

### Konotopa – Warszawa Południe
Dieser 10,4 km lange Abschnitt der S2 führt vom Knoten Konotopa bis zum Knoten Warszawa Południe („Warschau-Süd“).

### Warszawa Południe – Warszawa Puławska
Dieser 4,2 km lange Abschnitt der S2 führt vom Knoten Warszawa Południe („Warschau-Süd“) bis zum Knoten Warszawa Puławska.

### Warszawa Puławska – Warszawa Wilanów
Dieser 4,6 km lange Abschnitt führt vom Knoten Warszawa Puławska bis zum Knoten Warszawa Przyczółkowa.  Er ist auf ganzer Länge mit zwei Fahrbahnen, die jeweils drei Fahrstreifen beinhalten, ausgeführt.
Hauptbestandteil ist der ungefähr 2300 m lange Tunnel Ursynów, der durch einen freigehaltenen Korridor zwischen Wohngebäuden im gleichnamigen Stadtbezirk Warschaus geführt wird. Der Tunnel unterquert dabei die Linie M1 der Metro Warschaus. Im Tunnel ist jede Fahrbahn 14,5 m breit und drei Fahrstreifen und einen ungefähr 3,75 m breiten Standstreifen enthalten. Links und Rechts beider Fahrbahnen finden sich jeweils ein Meter breite Fluchtwege.
An beiden Enden des Tunnels befinden sich die Anschlussstellen Ursynów Zachód („Ursynów-West“) und Ursynów Wschód („Ursynów-Ost“), wobei beide Anschlussstellen nicht alle Verbindungsrampen enthalten. An der Anschlussstelle Ursynów Zachód ist nur die Auffahrt auf die S2 in westliche Richtung und die Abfahrt von der S2 aus westlicher Richtung möglich, während an der Anschlussstelle Ursynów Wschód nur die Abfahrt von der S2 aus östlicher Richtung und die Auffahrt auf die S2 in östliche Richtung möglich ist.

### Warszawa Lubelska
Im Rahmen des Autobahnknotens Warszawa Lubelska wurde ein 1,8 km langer Abschnitt der S2 errichtet.

## Bilder

Verlauf und Knoten der S2
Schema des Knotens Konotopa
Schema des Knotens Warszawa-Opacz, bestehend aus einem Autobahnkreuz, einer vollständigen und einer teilweisen Anschlussstelle
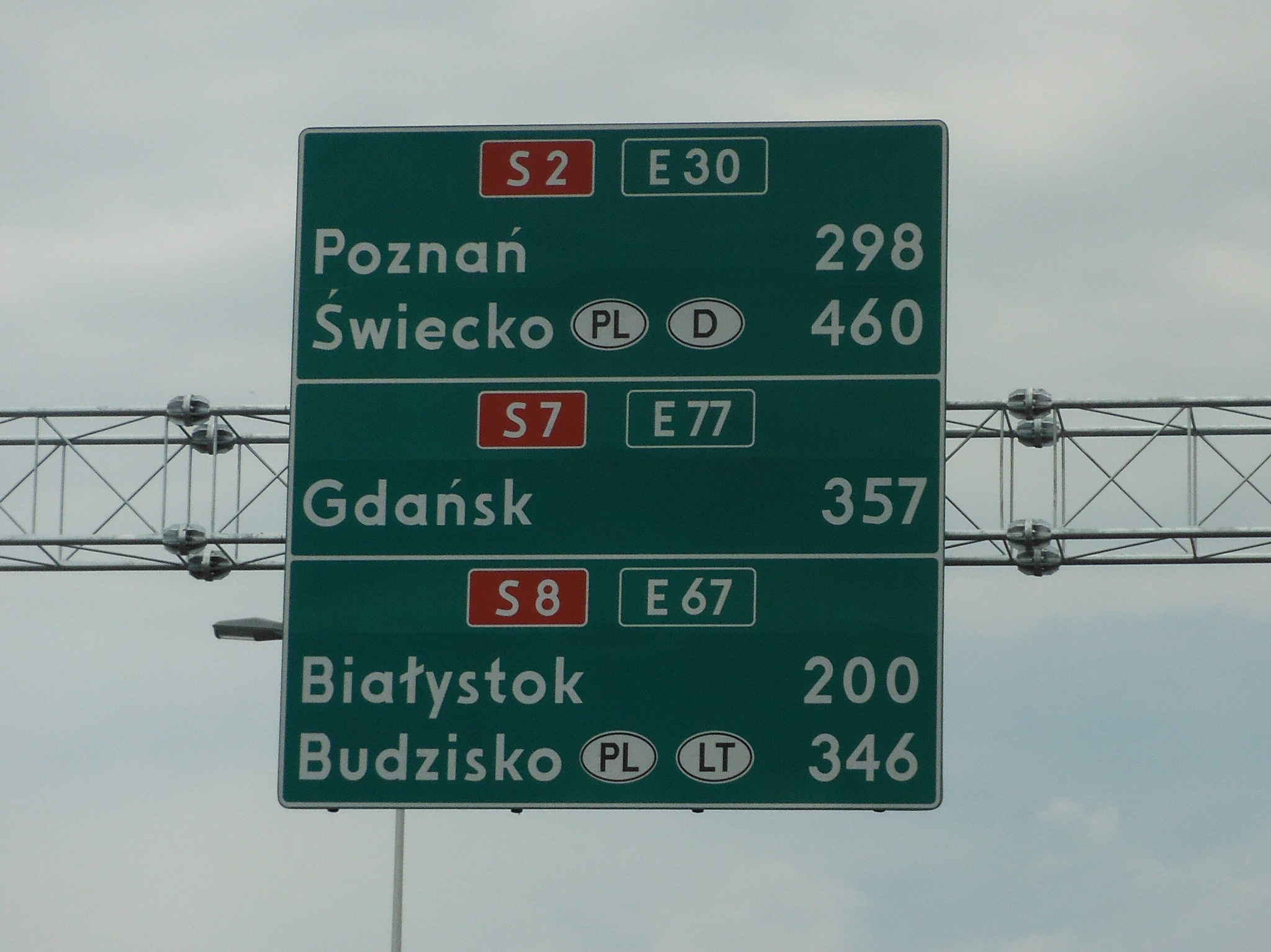
Beschilderung der S2/S7/S8 in Fahrtrichtung Knoten Konotopa